# Embalse de Mequinenza
El embalse de Mequinenza o mar de Aragón es un embalse del río Ebro que se encuentra en la provincia de Zaragoza (Aragón, España). El embalse recibe el nombre de Mequinenza debido a que la presa que lo origina está ubicada en esta localidad bajocinqueña. Es el embalse más grande de Aragón y recibe la denominación geoturística de Mar de Aragón.

## Características

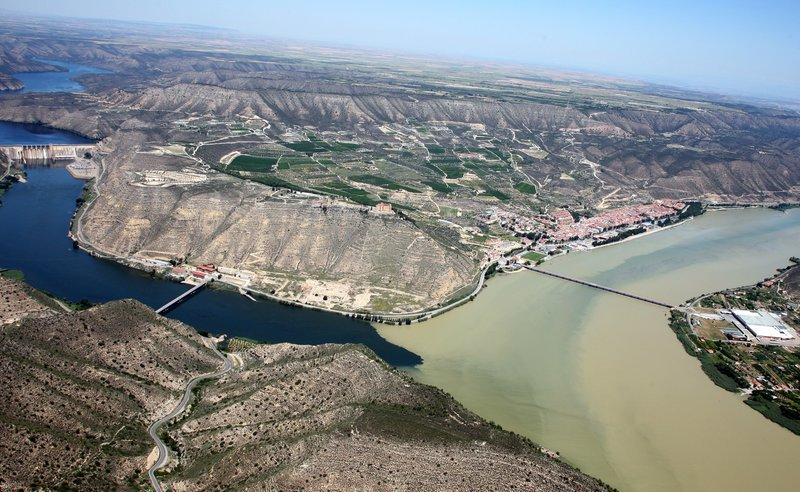
Vista aérea de la confluencia de los ríos Segre, Cinca y Ebro frente a Mequinenza. A la izquierda puede verse la presa y el embalse de Mequinenza

Dentro del plan de aprovechamiento hidroeléctrico integral del tramo del río Ebro, entre Escatrón y Flix, ENHER estudió y eligió el Sistema formado por los Saltos de Mequinenza y Ribarroja que permitía la máxima producción de energía eléctrica, ofrecer grandes regadíos y abastecimientos de agua a poblaciones y la correcta laminación de las avenidas que ocasionaban graves perjuicios en el tramo bajo del río Ebro.
Una de las características acusadas de este tramo del río Ebro es la serie de grandes y continuados meandros que forma en el embalse de Mequinenza hasta que finalmente el cauce vuelve a encajonarse para salvar la Cordillera Costero-Catalana. 
El aprovechamiento hidroeléctrico del río Ebro obligó a la ejecución de obras complementarias de importancia como los nuevos pueblos de Mequinenza o Fayón, variantes de carreteras existentes, la creación de nuevos puentes sobre los ríos Ebro, Segre y Matarraña o variantes del Ferrocarril Barcelona-Madrid.
Construido en 1966 sobre el río Ebro, tiene una superficie de 7540 hectáreas de lámina de agua, siendo el mayor embalse de Aragón. Su volumen alcanza los 1530 hm³, dedicándose a la producción de energía eléctrica. Tiene una anchura media de 600 m y su profundidad llega a superar los 60 m. La presa, de 79 m de altura, se apoya en las estribaciones calizas de las sierras de Montenegre y de La Huerta, en el término municipal de Mequinenza.
El embalse recibe la denominación geoturística de mar de Aragón sirviendo en algún tramo de límite provincial entre Huesca y Zaragoza. Anega parte de los términos municipales de Mequinenza, Fraga, Caspe, Chiprana, Sástago y Escatrón. Son costeras las poblaciones de Chiprana y Caspe, situadas en la comarca de Bajo Aragón-Caspe.

## Historia de la construcción
La constitución de la Empresa Nacional Hidroeléctrica Ribargozana S.A. el 7 de diciembre de 1946 y la consiguiente construcción entre los años 1947 y 1962 de los antos de la cuenca de la Alta Ribagorza (Senet, Vilaller, Bono, Llesp, Pont de Suert, Escales, Bohí, Puente de Montañana, Caldes, Canelles, Santa Ana y la Baliera) dieron lugar a la construcción de los saltos de Mequinenza y Ribarroja, en el tramo del Ebro. Se llegaba por tanto a la realización de estos aprovechamientos después de una amplia experiencia en todos los ámbitos con una infinidad de obras realizadas en el sector de la Ribargozana en materia de presas. Todas ellas obras de grandes dimensiones que habían puesto a prueba las capacidades y recursos de la empresa ENHER. 
La construcción de la presa de Mequinenza, por concesión a la empresa ENHER del aprovechamiento hidroeléctrico integral de un tramo del río Ebro en 1955, dio origen a este gran embalse. Los trabajos preliminares comenzaron en 1958 realizándose tres recintos ataguiados que permitieron los trabajos excavación y hormigonado quedando el río entre tanto, desviado por el resto del cauce. 
El primer recinto fue en la margen izquierda y prácticamente fuera del río, comprendiendo la zona de central y estribo izquierdo. El segundo fue en la margen derecha, incluyendo el extremo del aliviadero y el estribo derecho, quedando reducido el paso del río al espacio entre ambos. El tercero fue en la parte media (aliviadero) desviándose el río por encima de un portillo construido en el segundo recinto, con unos desagües provisionales para permitir el paso temporalmente al río. Un cuarto recinto fue necesario para la construcción del canal de desagüe de la central.
Mediante seis potentes Scrapers, se extraían áridos de las graveras situadas en la margen izquierda del Segre en Mequinenza y se transportaan hasta un gigantesco acopio en la margen izquierda. Los áridos se clasificaban en varios tamaños y se contaba con una instalación de machaqueo para obtener los más finos. Las instalaciones de hormigón constaban de dos silos de cemento procedente de la fábrica de ENHER en Cherallo con 1000 toneladas de capacidad y dos plantas de hormigonado. Estas descargaban su hormigón sobre vehículos que lo llevaban hasta los blondines. Con estas instalaciones se consiguieron medias diarias de más de 1000 metros cúbicos de hormigón colocado. 

La memoria de trabajo de 1957, cuando ya habían finalizado los trabajos de campo y los estudios técnicos, formulaban previsiones que no se podrían llegar a cumplir pero revelaban el optimismo y la gran confianza que animaba a la empresa promotora: 
"Este salto de Mequinenza con sus 445 000 CV y producción media anual de 857 millones de kWh, salvo contingencias no previstas, podrá entrar en servicio en el año 1961, si bien hemos de sentir y sentimos la preocupación de lograr a tiempo los equipos hidráulicos y eléctricos como consecuencia de la situación actual en materia de importaciones y divisas"
Otros aspectos no definidos que debían ser sin duda tomados en cuenta y que en un principio no fueron seguramente suficientemente evaluados eran las profundas implicaciones que el proyecto tenía en la situación de la comarca, empezando por la propia población de Mequinenza afectada por los niveles de las aguas o la repercusión en los tramos viarios de la zona. Fueron cuestiones que suscitaron grandes tensiones de carácter social a la vez que impulsaron a ENHER a tener que afrontar una serie de obras al margen de las infraestructuras. 
En 1961 tuvo lugar la máxima avenida conocida en Mequinenza, unos 4100 m³/s, que fue evacuada por los desagües provisionales y el portillo del segundo recinto aunque implicó la inundación de las obras en la zona de la central. Aquel mismo año se habían activado las excavaciones en el margen izquierdo del río con el objetivo de ubicar aquel mismo año la explanada del parque de transformación y otras instalaciones complementarias.
La conclusión de las obras estaba prevista para el año 1963 pero la publicación de una nueva Instrucción Oficial de Grandes Presas planteó el problema de mejorar las condiciones de estabilidad al deslizamiento iniciándose un intenso plan de ensayos en la cimentación para garantizar los coeficientes de seguridad adecuados. La solución fue la de un rastrillo o talón de agua abajo conjuntamente con una galería profunda de drenaje que reducía subpresiones bajo la presa.
Las obras de refuerzo continuaron en 1965 y 1966, alcanzándose ese año por primera vez la cota de máximo embalse. Sin embargo, cuando ya estaban concluidas las obras de refuerzo se planteó el problema de mejorar la impermeabilidad de la roca en estribos y laderas tras la aparición de importantes filtraciones en las mismas. Para ello se realizaron dos pantallas de hormigón de 4 metros de anchura que prolongaban longitudinalmente el macizo de hormigón de la presa.
Aunque la presa de Mequinenza comenzó a embalsar en julio de 1964, puede decirse que solamente lo hizo realmente desde 1969 al mantener elevadas cotas de agua.
La construcción del embalse de Mequinenza, juntamente con el de Ribarroja, comportó la destrucción de la antigua población de Mequinenza. Si bien es cierto que el aumento del nivel de las aguas no inundaba la totalidad del pueblo, sí que lo hacía en gran parte de su población y las tierras agrícolas más fértiles. Las autoridades franquistas de la época determinaron derribar el pueblo entero, incluyendo la iglesia. Muchos de los mequinenzanos perdieron sus trabajos, especialmente en la minería del carbón, ya que muchas de las explotaciones quedaron inundadas por el agua. Muchos otros habitantes se negaron a desprenderse de sus raíces y de sus recuerdos, y reconstruyeron una nueva Mequinenza no muy lejos de la antigua, esta vez junto al río Segre que en 2020 cumple sus primeros 50 años. Las calles del pueblo viejo que quedaron por encima del nivel del agua, son hoy en día visitables ya que se ha recuperado su trazado original, mientras que la milenaria historia de la población se conserva en los Museos de Mequinenza ubicados en las antiguas escuelas del pueblo viejo de Mequinenza.

## Características técnicas
Su perfil básico es triangular, con un vértice de 0,50 m por encima de la cota de máximo embalse y taludes de 0,05 y 0,75. Está dividida en bloques de 14 metros de anchura, salvo en zonas especiales, por juntas trasversales, cuya estanqueidad se consigue a base de barras de hormigón armado seguidas de tapones asfálticos. 
Está recorrida por una amplia red de galerías visitables que atraviesan también el zampeado del aliviadero y de los desagües de aligeramiento y las pantallas sólidas de las laderas.
La central se ubica a pie de presa. Es de tipo cerrado, con acceso a cota 66, por debajo del nivel del embalse de Ribarroja. El edificio, de unas dimensiones aproximadas de 100 metros por 25, tiene dos plantas principales. La inferior o de turbinas y la superior o de excitatrices, existiendo en la zona de dependencias otra planta donde está situada la sala de mandos. La central está anclada con cables verticales a una galería a cota 28 (17 metros por debajo de su cimentación) para mejorar su estabilidad al deslizamiento.
La presa está cimentada en una formación Oligocena con tramos lignitíferos compuesta de estratos sensiblemente horizontales con intercalaciones margosas. Su estabilidad y resistencia se consideraron suficientes para la presa de embalse a construir. La mayor parte del vaso está constituida por terrenos Miocenos con estratificaciones de margas blancas y calizas que ceden paso a estratos de areniscas y alguna veta de yeso ofreciendo una correcta impermeabilidad.
| Superficie total de la cuenca    | 55 000 km²                      |
| -------------------------------- | ------------------------------- |
| Precipitación media anual        | 561 mm                          |
| Aportación media anual           | 9190 hm²                        |
| Caudal medio del río             | 290 m³/s                        |
| Aportación máxima anual conocida | 17 529 hm³ (año 1959-1960)      |
| Aportación mínima anual conocida | 256 817 529 hm³ (año 1948-1949) |
| Máxima avenida conocida          | 4100 m³/s (enero 1961)          |

| Volumen total           | 1530 hm³       |
| ----------------------- | -------------- |
| Volumen útil            | 1338 hm³       |
| Cota máxima del embalse | 121 m s. n. m. |
| Superficie máxima       | 7540 ha        |
| Longitud del remanso    | 110 km         |
| Evaporación media anual | 80 Hm³         |

| Tipo                                    | Gravedad, de planta rectilínea con taludes |
| --------------------------------------- | ------------------------------------------ |
| Altura máxima sobre cauce               | 65 m                                       |
| Altura máxima sobre cimientos           | 79 m                                       |
| Altura máxima sobre cimientos rastrillo | 84,20 m                                    |
| Longitud de coronación                  | 461 m                                      |
| Volumen de excavación                   | 500 000 m²                                 |
| Volumen de hormigón (incluida central)  | 1 100 000 m²                               |
| Área de la cerrada                      | 22 900 m²                                  |

| Capacidad máxima evacuación aliviadero                   | 11 000 m³/s |
| -------------------------------------------------------- | ----------- |
| Cota umbral aliviadero                                   | 106,50      |
| Capacidad máxima de evacuación desagües de aligeramiento | 1800 m³/s   |
| Cota umbral desagües de aligeramiento                    | 87,00       |
| Capacidad máxima de evacuación desagües de fondo         | 160 m³/s    |
| Cota umbral desagües de fondo                            | 60          |

## Entorno natural

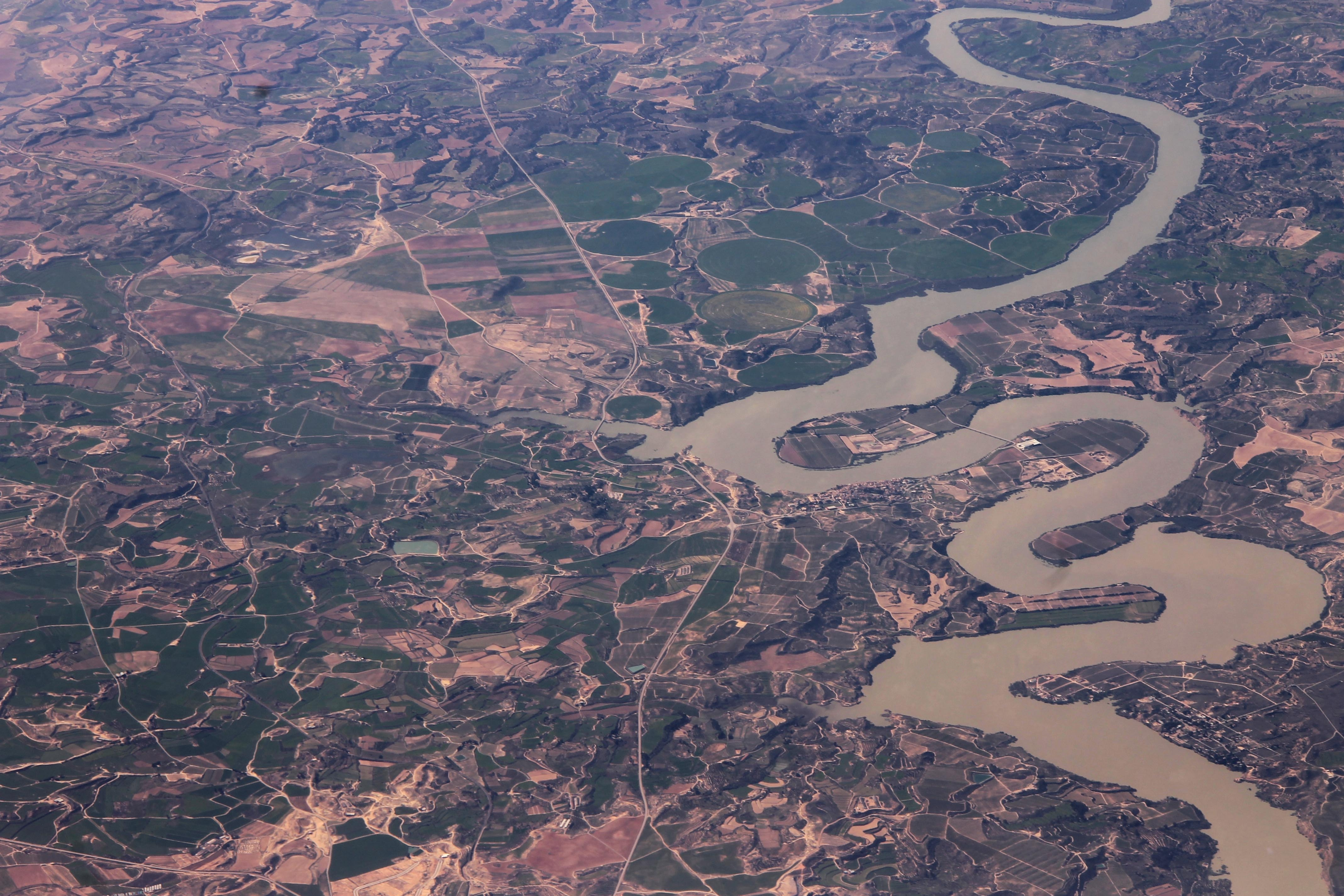
Embalse de Mequinenza visto desde el aire a 36 000 pies de altura

El ecosistema fluvial del embalse es bastante equilibrado. Frente a peces muy prolíficos como la carpa común y el alburno, existen algunos depredadores como el siluro —el mayor pez de aguas interiores de Europa, dotado de grandes barbas y de actividad nocturna— y el black bass.
Asimismo se pueden encontrar depredadores terrestres como la garza real, el Martín pescador, el martinete y el ánade real. Casi todas estas especies son alóctonas —introducidas de forma artificial— lo que ha provocado la desaparición de ciertas especies autóctonas como el somormujo lavanco. Entre los vertebrados vinculados al medio fluvial subsiste el galápago ibérico.
En estos últimos años ha proliferado el mejillón cebra en el embalse de Mequinenza. Originario del mar Caspio y el mar Negro, se ha adaptado con éxito al nuevo hábitat y constituye una verdadera plaga. En la agricultura se han visto afectadas tuberías utilizadas para el regadío, obturadas por la ingente proliferación de estos moluscos.
En cuanto a la flora, predominan en las orillas pequeños bosques de tamarizales y, en los últimos tramos del embalse, abundan los pinos carrascos que llegan a bajar hasta la misma orilla.También existen zonas de carrizales y plantaciones artificiales de álamos blancos, así como pequeños bosques de chopos.Tomillos, aliagas y arbustos como la retama completan la flora del ecosistema.
El paisaje presenta claros contrastes, desde las zonas cercanas a Los Monegros —bastante áridas con páramos, estepas y secanos— hasta zonas que albergan pequeños bosques de pinos y coscoja salpicados de matorral. También hay olivares así como una extensa huerta de regadío. Son abundantes los cortados y los bosques de ribera albergan numerosas especies faunísticas de interés.
Es de especial importancia natural y biológica la zona cercana del Aiguabarreig, situada en Mequinenza, con la confluencia de los ríos Ebro, Segre y Cinca. Está considerada una de las mayores confluencias fluviales de toda Europa y un espacio de tránsito e hibernación para especies venidas desde las zonas áridas de Monegros a las zonas húmedas del Delta del Ebro.

### Aiguabarreig de Mequinenza

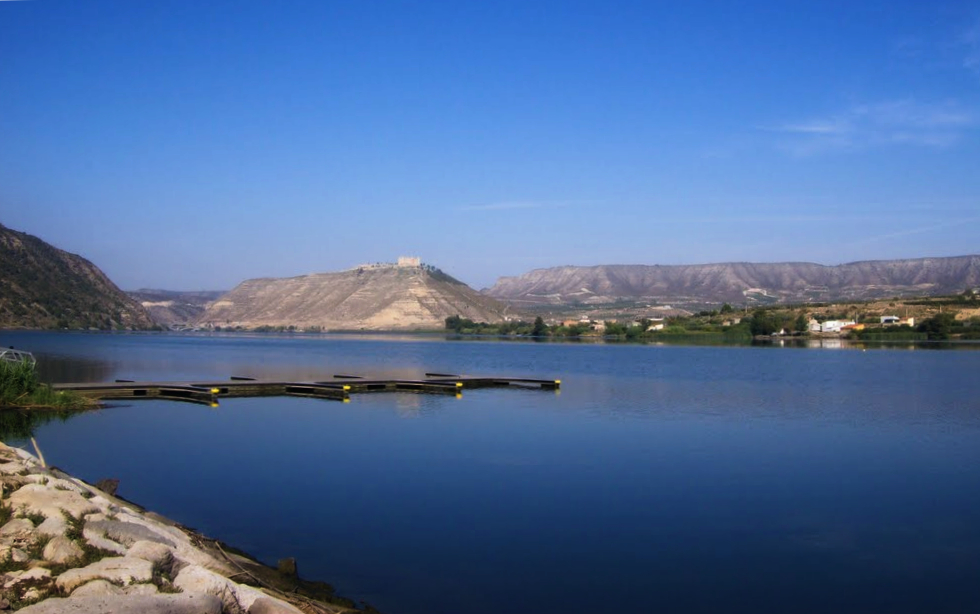
Aiguabarreig en Mequinenza

En la confluencia de los ríos Segre y Ebro se ubica el Aiguabarreig, un espacio con gran riqueza natural y una gran variedad de ecosistemas que abarcan desde las estepas mediterráneas a impenetrables bosques de ribera, convirtiendo este espacio en un paraíso para la biodiversidad. Territorialmente, el Aiguabarreig se encuentra en el centro de la Depresión media del Ebro. Limita al oeste con los Monegros, al este con los Tossals de Montmeneu y Almatret y hacia el sur con la cola del embalse de Ribarroja. Este espacio recibe el nombre de la palabra de origen catalán que designa el lugar en el que dos o más corrientes de aguas se juntan y forman una sola.
En el Aiguabarreig encontramos cientos de metros de anchura de agua con numerosas islas fluviales y bosques de ribera, grandes masas de carrizal, playas de guijarros, pozas y galachos. Es un punto de confluencia de la flora esteparia proveniente de la zona árida de Monegros y de la flora mediterránea que asciende por el valle del Ebro. Gracias a estas características conviven especies de ambientes opuestos. Las aves son el grupo más numerosos y abarcan desde colonias de ardeídas a todo tipo de rapaces y aves propias de ambientes desérticos. También pueden encontrarse reptiles, anfibios y mamíferos, destacando especialmente murciélagos, ciervos, corzos, nutrias y la presencia cada vez más abundante de cabras salvajes.

## Entorno cultural

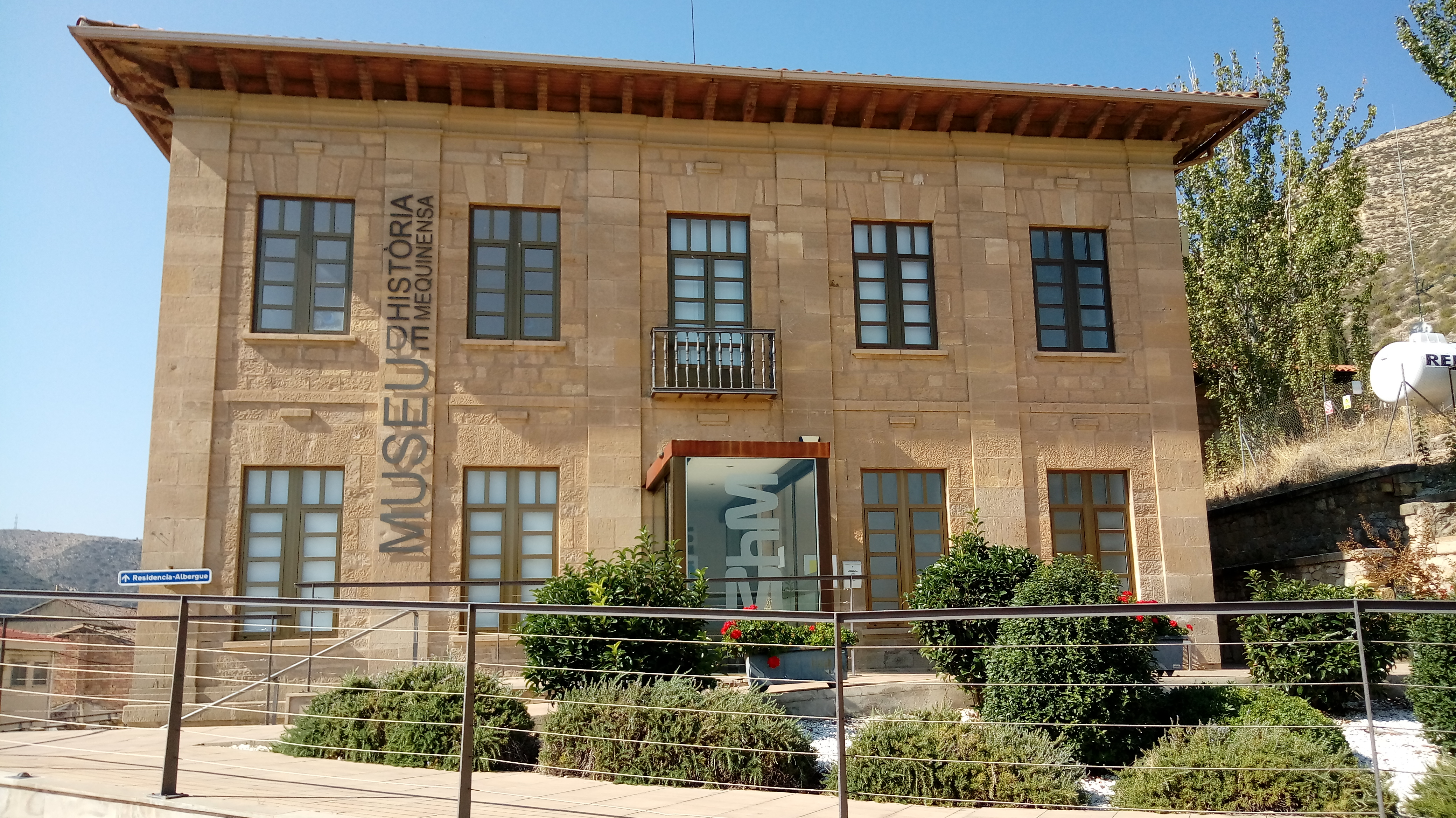
Museos de Mequinenza.

### Museos de Mequinenza
Los Museos de Mequinenza son tres espacios museísticos que se encuentran en Mequinenza. Están conformados por el Museo de la Mina (uno de los pocos museos mineros situado en el interior de una galería auténtica restaurada de más de 1000 metros de recorrido interior en el que se puede ver el carbón real), el Museo de la Historia de Mequinenza y el Museo del Pasado Prehistórico con el objetivo de difundir el patrimonio minero e histórico de la cuenca carbonífera de Mequinenza, y en especial de la antigua Mequinenza, desaparecida y derribada con la construcción de los embalses. 

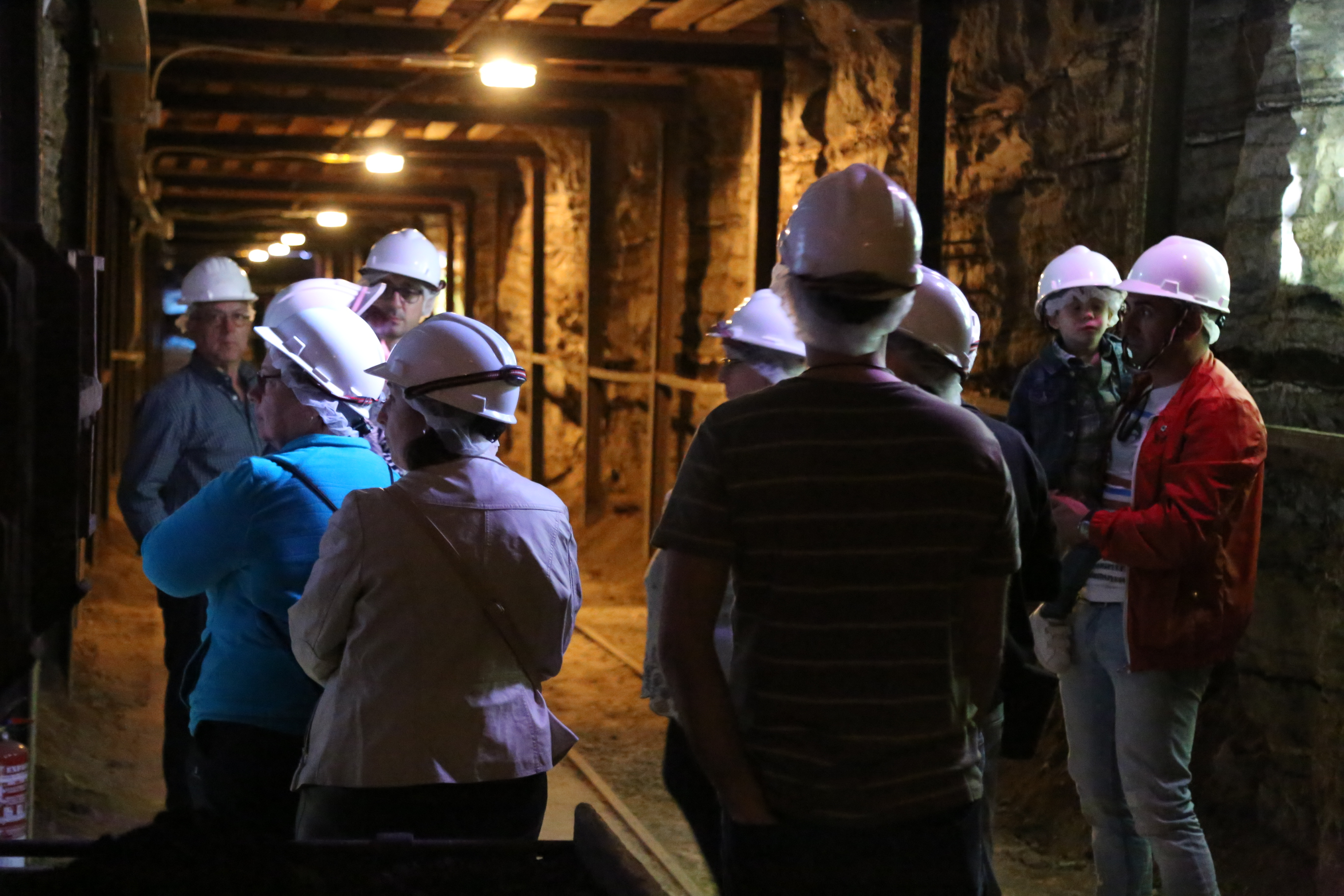
Museo de la Mina de Mequinenza

Su ubicación se encuentra en el Grupo Escolar María Quintana construido en 1927, que anteriormente había albergado las escuelas del pueblo viejo de Mequinenza. El edificio que alberga el Museo de la Historia de Mequinenza tiene planta en forma de E con un cuerpo central alargado que se prolonga en la fachada delantera por dos avances laterales y otro central más sobresaliente. Originalmente tenía dos entradas en los flancos, separado la zona escolar de los niños en la planta baja y la de las niñas en la primera planta. En la parte posterior, se construyó otro pequeño edificio que acogió la cantina escolar y el parvulario. El edificio es de sillería, con cubierta a cuatro aguas de teja árabe y alero de madera resaltado al estilo de los palacios renacentistas aragoneses. Sus ventanales son ortogonales a excepción de varios en el piso superior que están rematados con un arco rebajado. Por su aspecto exterior, entra en contacto con las arquitectura regionalista del primer tercio del siglo XX.
El Museo de la Mina de Mequinenza es una galería minera auténtica de un kilómetro de recorrido visitable y totalmente accesible, que explica al detalle el duro trabajo de los mineros en la cuenca carbonífera de Mequinenza, así como todos los sistemas de explotación del lignito, la maquinaria utilizada o el transporte del carbón mediante el milenario Camino de sirga durante más de 150 años.

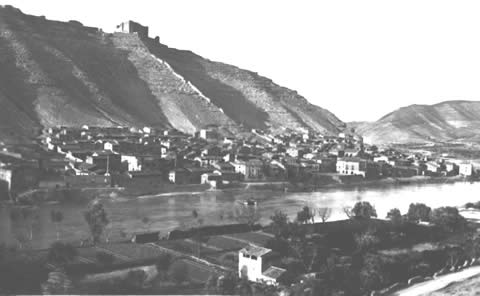
Pueblo Viejo de Mequinenza

### Pueblo Viejo de Mequinenza
La construcción de la presa de Ribarroja supuso la desaparición de la mayor parte del casco urbano de la antigua Mequinenza y en consecuencia el trágico final de una villa milenaria. Si bien las aguas del embalse no llegaron a cubrir al completo la población, sí que negaron la mayor parte de huertas de ribera, más fértiles y productivas que el resto, y una importante parte de la población. Después de muchas protestas dentro del franquismo, los vecinos de Mequinenza consiguieron una indemnización y se derribó el pueblo por completo a excepción del edificio del Grupo Escolar María Quintana.
La desaparición del trazado urbano supuso un cambio de vida radical para sus vecinos que además de abandonar sus casas y presenciar su derribo, veían también como se hundía una economía basada en la industria, la minería del carbón y la navegación fluvial de los ríos. En la actualidad, el pueblo viejo de Mequinenza se ha reconvertido en el Parque de la Memoria ‘Jesús Moncada’, en el cual se han recuperado las calles del antiguo núcleo urbano abandonado por la construcción del embalse de Ribarroja y se han incorporado diferentes paneles informativos que invitan a conocer la población y la literatura del escritor mequinenzano

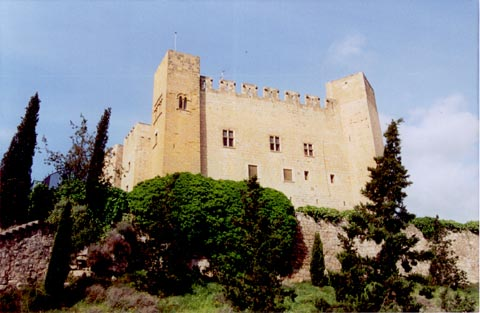
Castillo de Mequinenza

### Castillo de Mequinenza

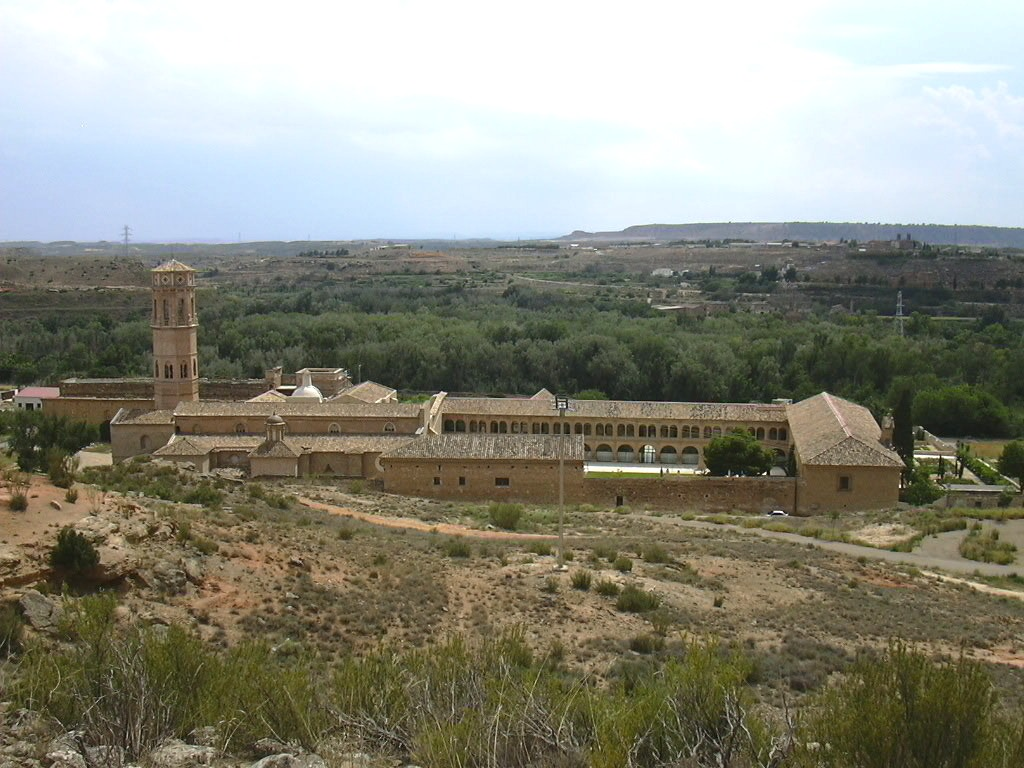
Monasterio de Rueda

El castillo de Mequinenza es un palacio-castillo intacto en lo alto de una colina dominando la confluencia de los ríos Ebro, Segre y Cinca. Fue construido por los Moncada, señores de la baronía de Mequinenza. Data de los siglos XIV y XV, aunque en 1959 lo reformó considerablemente el arquitecto Adolf Florensa. Señala el punto fronterizo entre Aragón y Cataluña, y entre las provincias de Zaragoza y Lérida. Es uno de los mejores castillos que el arte gótico legó a la Corona de Aragón. Pese a que actualmente es una propiedad privada que pertenece a la Fundación ENDESA, el régimen de visitas al Castillo permite hacerlo los martes no laborables por la mañana. Para ello, hay que ponerse en contacto con la Oficina de Turismo del Ayuntamiento de Mequinenza.

### Otros espacios culturales
En el entorno del embalse de Mequinenza existen un centenar de yacimientos arqueológicos y diversos mausoleos romanos como los de Fabara, Chiprana y Miralpeix. Este último fue trasladado en 1962 a su actual ubicación en el centro urbano de Caspe a causa de la construcción del embalse. Otros puntos de interés son el monasterio cisterciense de Nuestra Señora de Rueda, así como una curiosa red de torres de señales de las guerras carlistas.

## Turismo deportivo

### Pesca

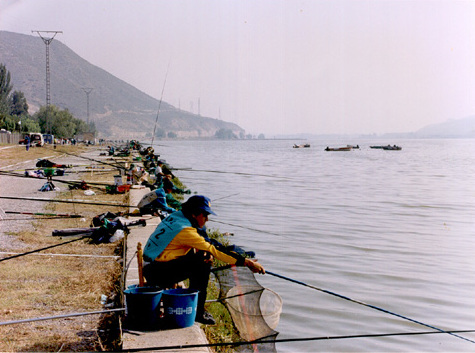
El embalse de Mequinenza ofrece un gran atractivo para los amantes de la pesca

Probablemente sea la pesca el mayor atractivo turístico para los visitantes del mar de Aragón. Desde el principio se entendió que el embalse de Mequinenza era un potente foco de atracción turística y las sociedades de pescadores se apresuraron a organizar sus actividades. En 1965 se soltaron 20 000 alevines de perca americana y 175 000 alevines de carpa royal. Fue el principio de la gran riqueza piscícola actual; se piensa que el embalse contiene más de 50 millones de peces. Por ello, no es de extrañar que se celebren no menos de 30 competiciones al año, destacando el Campeonato Nacional de Pesca y el Concurso Nacional de Ciprínidos "Autonomía de Aragón", dentro de las artes tradicionales y varios campeonatos internacionales para la pesca del black bass.
Junto a la pesca tradicional de ciprínidos crece la deportiva y tecnificada del black bass. A la pesca de carpa, carpín y alburno, las especies más abundantes y las más pescadas, se ha incorporado también la del siluro —introducido en Mequinenza en la primavera de 1974—, capturándose ejemplares de más de cien kilos y más de dos metros de longitud.
En cuanto al "black bass", los primeros ejemplares llegaron en 1960, siendo hoy la seña de identidad de la ciudad de Caspe, considerada la capital europea del "black bass". La pesca de este pez, desde barco, se realiza con señuelos artificiales y muchos pescadores internacionales llegan a este embalse para practicarla. Así, durante el primer fin de semana de octubre tiene lugar el Campeonato Internacional de Pesca del Black Bass, el más prestigioso entre todos los celebrados en Europa.

### Deportes acuáticos

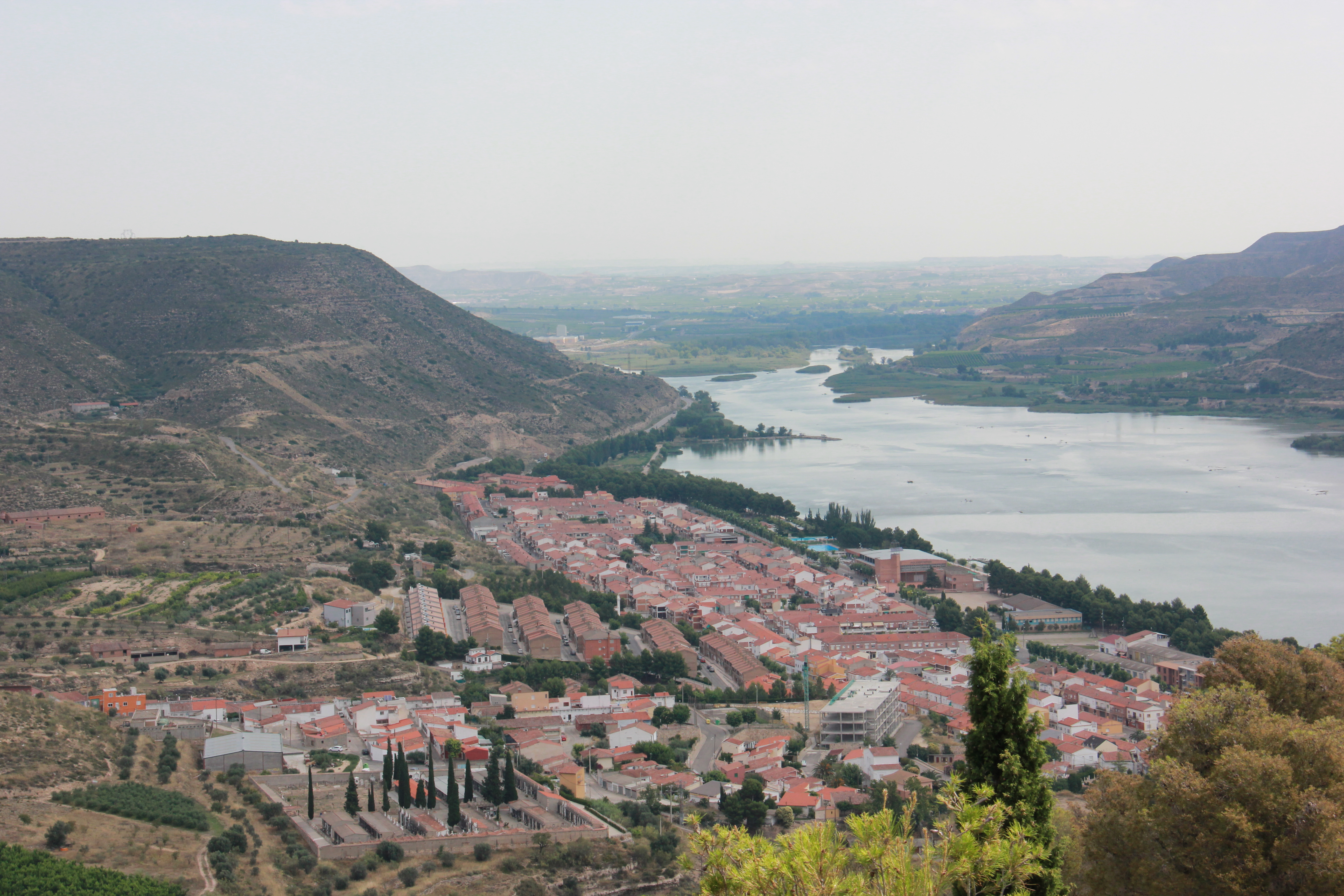
La nueva población de Mequinenza

En el entorno del mar de Aragón se han establecido tres urbanizaciones residenciales y varios clubes deportivos que organizan continuamente competiciones de deportes náuticos, vela, piragüismo y motonáutica, contando con una infraestructura cada vez más consolidada de puertos, embarcaderos e instalaciones de guarda y atención. 
Mequinenza cuenta además con numerosos comercios relacionados con la pesca y numerosos alojamientos turísticos, y diversos clubes deportivos como el Club Capri dedicados al remo y al piragüismo en el embalse. Además, la localidad se ha convertido en un referente turístico a nivel internacional basando parte de su economía en este sector ya que muchos equipos de remo y piragüismo entrenan y realizan stages de preparación en sus aguas calmadas. Mequinenza, además, cuenta con una lámina de agua estable en sus ríos que la convierte en uno de los mejores campos de regatas de toda Europa. En 2019, Mequinenza acogió el III Half Triatlón Villa de Mequinenza puntuable para el Campeonato de España de Triatlón de Media y Larga Distancia.